# Preetz (Mecklemburgo-Pomerânia Ocidental)
Preetz é um município da Alemanha localizado no distrito de Vorpommern-Rügen, estado de Mecklemburgo-Pomerânia Ocidental.
Pertence ao Amt de Altenpleen.